# Werner Keyßner

Werner Keyßner

Werner Rudolf Heinrich Keyßner (* 4. Juli 1903 in Rüttenscheid; † 10. April 1969 in Mönchengladbach) war ein deutscher Politiker (NSDAP und FDP). Er war von 1937 bis 1945 Oberbürgermeister von Mönchengladbach, im April 1945 Oberbürgermeister von Düsseldorf.

## Leben
Der Sohn eines Angestellten besuchte die Krupp-Oberrealschule, an die sich eine Ausbildung als Bankkaufmann anschloss. Zwischen 1925 und 1932 war er kaufmännischer Angestellter der Friedrich Krupp AG.
Er trat zum 1. Juli 1926 der NSDAP bei (Mitgliedsnummer 39.807) und war seit 1929 Kreisleiter in Mönchengladbach. Ab 1933 war er zum Gauinspektor im Gau Düsseldorf aufgestiegen. Am 26. August 1932 rückte er für den ausgeschiedenen Abgeordneten Josef Klein in den Preußischen Landtag nach, dem er bis zur Auflösung der Körperschaft im Oktober 1933 angehörte. Bei der Reichstagswahl am 12. November 1933 wurde er über die Einheitsliste der NSDAP in den Reichstag gewählt. Ab dem 24. September 1937 war er zunächst kommissarisch, ab dem 30. Juni 1938 hauptamtlich Oberbürgermeister in Mönchengladbach. Nachdem die Stadt gegen Ende des Zweiten Weltkriegs von den Alliierten eingenommen worden war, hatte er vom 3. bis zum 17. April 1945 das Amt des Oberbürgermeisters von Düsseldorf inne. Nach der Einnahme Düsseldorfs durch die Alliierten wurde er bis 1948 interniert. Nach seiner Freilassung war er zunächst als Kaufmann und Vertreter tätig. Zwischen 1961 und 1964 war er für die FDP Stadtverordneter in Mönchengladbach.
Keyßner wurde während seiner Zeit als hochrangiger NSDAP-Politiker Mitte der 1930er Jahre zum Ehrenmitglied von Fortuna Düsseldorf ernannt. In Folge einer Antragsstellung auf Aberkennung der Ehrenmitgliedschaft durch ein Vereinsmitglied wurde nach Prüfung der Sachlage die Ehrenmitgliedschaft am 8. November 2024 posthum aberkannt.